# Campionati europei di atletica leggera indoor 2011 - Eptathlon
La gara si è svolta il 5 e il 6 marzo 2011.

## Podio
| #       | Atleta           | Nazionalità | Punti | Note             |
| ------- | ---------------- | ----------- | ----- | ---------------- |
| Oro     | Andrėj Kraŭčanka | Bielorussia | 6.286 | Record nazionale |
| Argento | Nadir El Fassi   | Francia     | 6.237 |                  |
| Bronzo  | Roman Šebrle     | Rep. Ceca   | 6.178 |                  |

## Record
Prima di questa competizione, il record del mondo (RM), il record europeo (EU) ed il record dei campionati (RC) sono i seguenti:
| Record                | Prestazione | Atleta                   | Data                             | Competizione                                        |
| --------------------- | ----------- | ------------------------ | -------------------------------- | --------------------------------------------------- |
| Record mondiale       | 6.568       | Ashton Eaton Stati Uniti | 6 febbraio 2011 Tallinn, Estonia |                                                     |
| Record europeo        | 6.438       | Roman Šebrle Rep. Ceca   | 7 marzo 2004 Budapest, Ungheria  | Campionati mondiali di atletica leggera indoor 2004 |
| Record dei campionati | 6.424       | Tomáš Dvořák Rep. Ceca   | 26 febbraio 2000 Gand, Belgio    | Campionati europei di atletica leggera indoor 2000  |

## Risultati

### 60 metri
| Pos. | Batt. | Corsia | Nome                    | Nazione     | Tempo | Note                                     | Punti |
| ---- | ----- | ------ | ----------------------- | ----------- | ----- | ---------------------------------------- | ----- |
| 1    | 2     | 7      | Ingmar Vos              | Paesi Bassi | 6"89  | Miglior prestazione personale            | 922   |
| 2    | 2     | 1      | Darius Draudvila        | Lituania    | 6"90  |                                          | 918   |
| 3    | 2     | 2      | Dominik Distelberger    | Austria     | 6"92  |                                          | 911   |
| 4    | 2     | 3      | Eduard Michan           | Bielorussia | 7"04  |                                          | 868   |
| 5    | 2     | 6      | Andres Raja             | Estonia     | 7"06  |                                          | 861   |
| 5    | 2     | 8      | Roman Šebrle            | Rep. Ceca   | 7"06  | Miglior prestazione personale stagionale | 861   |
| 7    | 2     | 4      | Eelco Sintnicolaas      | Paesi Bassi | 7"07  |                                          | 858   |
| 8    | 1     | 8      | Nadir El Fassi          | Francia     | 7"09  |                                          | 851   |
| 8    | 1     | 6      | Andrėj Kraŭčanka        | Bielorussia | 7"09  |                                          | 851   |
| 10   | 2     | 5      | Florian Geffrouais      | Francia     | 7"11  |                                          | 844   |
| 10   | 1     | 3      | Vasilij Charlamov       | Russia      | 7"11  | Miglior prestazione personale stagionale | 844   |
| 12   | 1     | 4      | Aleksandr Kislov        | Russia      | 7"12  | Miglior prestazione personale stagionale | 840   |
| 13   | 1     | 5      | Hans Van Alphen         | Belgio      | 7"20  | =                                        | 813   |
| 14   | 1     | 1      | Mikk Pahapill           | Estonia     | 7"21  |                                          | 809   |
| 15   | 1     | 7      | Thomas Van Der Plaetsen | Belgio      | 7"23  | Miglior prestazione personale            | 802   |
| 16   | 1     | 2      | Roland Schwarzl         | Austria     | 7"27  | Miglior prestazione personale stagionale | 789   |

### Salto in lungo
| Pos. | Nome                    | Nazione     | #1   | #2   | #3   | Misura | Punti | Note                                     |
| ---- | ----------------------- | ----------- | ---- | ---- | ---- | ------ | ----- | ---------------------------------------- |
| 1    | Roman Šebrle            | Rep. Ceca   | 7,51 | 7,59 | 7,28 | 7,59   | 957   |                                          |
| 2    | Nadir El Fassi          | Francia     | 7,41 | 7,44 | 7,51 | 7,51   | 937   | Miglior prestazione personale            |
| 3    | Andrėj Kraŭčanka        | Bielorussia | X    | 7,49 | 7,11 | 7,49   | 932   |                                          |
| 4    | Thomas Van Der Plaetsen | Belgio      | 7,48 | X    | X    | 7,48   | 930   |                                          |
| 5    | Roland Schwarzl         | Austria     | 7,11 | X    | 7,41 | 7,41   | 913   | =                                        |
| 6    | Darius Draudvila        | Lituania    | 7,40 | X    | 7,36 | 7,40   | 910   | Miglior prestazione personale stagionale |
| 7    | Ingmar Vos              | Paesi Bassi | 7,36 | 7,34 | X    | 7,36   | 900   |                                          |
| 8    | Mikk Pahapill           | Estonia     | 7,26 | 7,33 | 7,17 | 7,33   | 893   |                                          |
| 9    | Vasilij Charlamov       | Russia      | 7,31 | 7,13 | 7,20 | 7,31   | 888   |                                          |
| 10   | Eduard Michan           | Bielorussia | 4,84 | 7,30 | 7,22 | 7,30   | 886   | Miglior prestazione personale stagionale |
| 11   | Hans Van Alphen         | Belgio      | X    | 6,99 | 7,26 | 7,26   | 876   | =                                        |
| 12   | Eelco Sintnicolaas      | Paesi Bassi | 7,08 | 7,25 | 7,13 | 7,25   | 874   |                                          |
| 13   | Dominik Distelberger    | Austria     | X    | 6,95 | 7,17 | 7,17   | 854   |                                          |
| 14   | Florian Geffrouais      | Francia     | 6,98 | 6,80 | X    | 6,98   | 809   | Miglior prestazione personale            |
| 15   | Aleksandr Kislov        | Russia      | X    | 6,70 | 6,92 | 6,92   | 795   |                                          |
| –    | Andres Raja             | Estonia     | –    | –    | –    | –      | –     | ritirato                                 |

### Getto del peso
| Pos. | Nome                    | Nazione     | #1    | #2    | #3    | Misura | Punti | Note                                     |
| ---- | ----------------------- | ----------- | ----- | ----- | ----- | ------ | ----- | ---------------------------------------- |
| 1    | Vasilij Charlamov       | Russia      | X     | 15,48 | X     | 15,48  | 819   |                                          |
| 2    | Roman Šebrle            | Rep. Ceca   | 15,42 | 15,03 | X     | 15,42  | 816   |                                          |
| 3    | Hans Van Alphen         | Belgio      | 15,26 | 14,87 | X     | 15,26  | 806   |                                          |
| 4    | Mikk Pahapill           | Estonia     | 15,16 | 15,16 | 14,84 | 15,16  | 800   |                                          |
| 5    | Darius Draudvila        | Lituania    | 14,87 | 14,81 | 15,08 | 15,08  | 795   |                                          |
| 6    | Andrėj Kraŭčanka        | Bielorussia | 15,04 | 14,81 | X     | 15,04  | 792   | Miglior prestazione personale            |
| 7    | Roland Schwarzl         | Austria     | 14,81 | 14,74 | X     | 14,81  | 778   | Miglior prestazione personale stagionale |
| 8    | Florian Geffrouais      | Francia     | 13,50 | 14,78 | X     | 14,78  | 776   |                                          |
| 9    | Aleksandr Kislov        | Russia      | X     | 14,50 | 14,46 | 14,50  | 759   |                                          |
| 10   | Eelco Sintnicolaas      | Paesi Bassi | 13,90 | 13,59 | 14,46 | 14,46  | 757   | Miglior prestazione personale            |
| 11   | Nadir El Fassi          | Francia     | 13,86 | 14,13 | X     | 14,13  | 736   | Miglior prestazione personale            |
| 12   | Ingmar Vos              | Paesi Bassi | 12,92 | 12,50 | 13,74 | 13,74  | 712   | Miglior prestazione personale stagionale |
| 13   | Eduard Michan           | Bielorussia | 13,68 | 13,45 | X     | 13,68  | 709   |                                          |
| 14   | Thomas Van Der Plaetsen | Belgio      | 13,16 | X     | X     | 13,16  | 677   | Miglior prestazione personale            |
| 15   | Dominik Distelberger    | Austria     | 12,37 | 12,42 | 12,32 | 12,42  | 632   |                                          |
| –    | Andres Raja             | Estonia     | –     | –     | –     | –      | –     | ritirato                                 |

### Salto in alto
| Pos. | Nome                    | Nazione     | Misura   | Punti | Note                                     |
| ---- | ----------------------- | ----------- | -------- | ----- | ---------------------------------------- |
| 1    | Nadir El Fassi          | Francia     | 2,12     | 915   | Miglior prestazione personale            |
| 2    | Aleksandr Kislov        | Russia      | 2,09     | 887   | Miglior prestazione personale            |
| 3    | Andrėj Kraŭčanka        | Bielorussia | 2,09     | 887   |                                          |
| 4    | Roman Šebrle            | Rep. Ceca   | 2,06     | 859   |                                          |
| 5    | Thomas Van Der Plaetsen | Belgio      | 2,06     | 859   | Miglior prestazione personale            |
| 6    | Mikk Pahapill           | Estonia     | 2,03     | 831   |                                          |
| 7    | Ingmar Vos              | Paesi Bassi | 2,00     | 803   |                                          |
| 8    | Vasilij Charlamov       | Russia      | 2,00     | 803   | Miglior prestazione personale            |
| 9    | Darius Draudvila        | Lituania    | 1,97     | 776   | Miglior prestazione personale stagionale |
| 9    | Eduard Michan           | Bielorussia | 1,97     | 776   | Miglior prestazione personale stagionale |
| 11   | Eelco Sintnicolaas      | Paesi Bassi | 1,97     | 776   | Miglior prestazione personale stagionale |
| 12   | Hans Van Alphen         | Belgio      | 1,94     | 749   | Miglior prestazione personale            |
| 13   | Roland Schwarzl         | Austria     | 1,94     | 749   | Miglior prestazione personale stagionale |
| 14   | Florian Geffrouais      | Francia     | 1,91     | 723   |                                          |
| 15   | Dominik Distelberger    | Austria     | 1,91     | 723   |                                          |
| –    | Andres Raja             | Estonia     | ritirato |       |                                          |

### 60 metri a ostacoli
| Pos. | Batt. | Corsia | Nome                    | Nazione     | Tempo | Note                                     | Punti |
| ---- | ----- | ------ | ----------------------- | ----------- | ----- | ---------------------------------------- | ----- |
| 1    | 2     | 4      | Dominik Distelberger    | Austria     | 7"87  | Miglior prestazione personale            | 1.015 |
| 2    | 2     | 2      | Ingmar Vos              | Paesi Bassi | 8"00  |                                          | 982   |
| 3    | 2     | 6      | Eelco Sintnicolaas      | Paesi Bassi | 8"03  |                                          | 974   |
| 4    | 2     | 3      | Andrėj Kraŭčanka        | Bielorussia | 8"04  |                                          | 972   |
| 5    | 2     | 5      | Darius Draudvila        | Lituania    | 8"04  |                                          | 972   |
| 6    | 2     | 7      | Roman Šebrle            | Rep. Ceca   | 8"08  |                                          | 962   |
| 7    | 2     | 8      | Aleksandr Kislov        | Russia      | 8"08  |                                          | 962   |
| 8    | 1     | 4      | Nadir El Fassi          | Francia     | 8"13  | Miglior prestazione personale            | 949   |
| 9    | 1     | 3      | Eduard Michan           | Bielorussia | 8"15  |                                          | 944   |
| 10   | 1     | 5      | Thomas Van Der Plaetsen | Belgio      | 8"18  | =                                        | 937   |
| 11   | 1     | 6      | Vasilij Charlamov       | Russia      | 8"25  |                                          | 920   |
| 12   | 1     | 8      | Roland Schwarzl         | Austria     | 8"27  | Miglior prestazione personale stagionale | 915   |
| 13   | 1     | 7      | Hans Van Alphen         | Belgio      | 8"30  | Miglior prestazione personale stagionale | 908   |
| 14   | 2     | 1      | Mikk Pahapill           | Estonia     | 8"42  |                                          | 879   |
| 15   | 1     | 2      | Florian Geffrouais      | Francia     | 8"43  |                                          | 877   |

### Salto con l'asta
| Pos. | Nome                    | Nazione     | Misura | Punti | Note                                     |
| ---- | ----------------------- | ----------- | ------ | ----- | ---------------------------------------- |
| 1    | Eelco Sintnicolaas      | Paesi Bassi | 5,50   | 1.067 |                                          |
| 2    | Thomas Van Der Plaetsen | Belgio      | 5,20   | 972   | Miglior prestazione personale            |
| 2    | Andrėj Kraŭčanka        | Bielorussia | 5,20   | 972   | Miglior prestazione personale stagionale |
| 4    | Roland Schwarzl         | Austria     | 5,10   | 941   | Miglior prestazione personale stagionale |
| 4    | Aleksandr Kislov        | Russia      | 5,10   | 941   |                                          |
| 6    | Nadir El Fassi          | Francia     | 5,00   | 910   | Miglior prestazione personale            |
| 6    | Florian Geffrouais      | Francia     | 5,00   | 910   | Miglior prestazione personale            |
| 8    | Vasilij Charlamov       | Russia      | 4,90   | 880   | =                                        |
| 8    | Hans Van Alphen         | Belgio      | 4,90   | 880   | Miglior prestazione personale            |
| 8    | Roman Šebrle            | Rep. Ceca   | 4,90   | 880   | =                                        |
| 11   | Ingmar Vos              | Paesi Bassi | 4,80   | 849   | =                                        |
| 12   | Mikk Pahapill           | Estonia     | 4,70   | 819   |                                          |
| 13   | Eduard Michan           | Bielorussia | 4,50   | 760   | =                                        |
| 14   | Darius Draudvila        | Lituania    | 4,30   | 702   |                                          |
| –    | Dominik Distelberger    | Austria     |        | NM    |                                          |

### 1000 metri
| Pos. | Corsia | Nome                    | Nazione     | Tempo   | Note                                     | Punti |
| ---- | ------ | ----------------------- | ----------- | ------- | ---------------------------------------- | ----- |
| 1    | 13     | Nadir El Fassi          | Francia     | 2'34"19 |                                          | 939   |
| 2    | 6      | Hans Van Alphen         | Belgio      | 2'37"06 | Miglior prestazione personale            | 906   |
| 3    | 9      | Eduard Michan           | Bielorussia | 2'37"51 | Miglior prestazione personale            | 901   |
| 4    | 5      | Andrėj Kraŭčanka        | Bielorussia | 2'39"80 | Miglior prestazione personale            | 876   |
| 5    | 3      | Eelco Sintnicolaas      | Paesi Bassi | 2'40"44 |                                          | 869   |
| 6    | 7      | Florian Geffrouais      | Francia     | 2'41"54 |                                          | 856   |
| 7    | 15     | Ingmar Vos              | Paesi Bassi | 2'41"91 |                                          | 852   |
| 8    | 12     | Roman Šebrle            | Rep. Ceca   | 2'42"72 | Miglior prestazione personale stagionale | 843   |
| 9    | 1      | Thomas Van Der Plaetsen | Belgio      | 2'42"80 | Miglior prestazione personale            | 843   |
| 10   | 2      | Vasilij Charlamov       | Russia      | 2'46"23 |                                          | 805   |
| 11   | 10     | Aleksandr Kislov        | Russia      | 2'48"09 | Miglior prestazione personale stagionale | 786   |
| 12   | 11     | Roland Schwarzl         | Austria     | 2'50"41 | Miglior prestazione personale stagionale | 761   |
| 13   | 4      | Mikk Pahapill           | Estonia     | 2'51"40 |                                          | 751   |
| –    | 8      | Dominik Distelberger    | Austria     |         | ritirato                                 |       |
| –    | 14     | Darius Draudvila        | Lituania    |         | ritirato                                 |       |

### Classifica finale
| Pos. | Nome                    | Nazione     | Punti | Note                                     |
| ---- | ----------------------- | ----------- | ----- | ---------------------------------------- |
| 1    | Andrėj Kraŭčanka        | Bielorussia | 6.286 | Record nazionale                         |
| 2    | Nadir El Fassi          | Francia     | 6.237 |                                          |
| 3    | Roman Šebrle            | Rep. Ceca   | 6.178 |                                          |
| 4    | Eelco Sintnicolaas      | Paesi Bassi | 6.175 | Record nazionale                         |
| 5    | Ingmar Vos              | Paesi Bassi | 6.020 | Miglior prestazione personale            |
| 6    | Thomas Van Der Plaetsen | Belgio      | 6.020 | Miglior prestazione personale            |
| 7    | Aleksandr Kislov        | Russia      | 5.970 | Miglior prestazione personale stagionale |
| 8    | Vasilij Charlamov       | Russia      | 5.959 |                                          |
| 9    | Hans Van Alphen         | Belgio      | 5.938 | Miglior prestazione personale            |
| 10   | Roland Schwarzl         | Austria     | 5.846 | Miglior prestazione personale stagionale |
| 11   | Eduard Michan           | Bielorussia | 5.844 |                                          |
| 12   | Florian Geffrouais      | Francia     | 5.795 | Miglior prestazione personale            |
| 13   | Mikk Pahapill           | Estonia     | 5.782 |                                          |
| 14   | Darius Draudvila        | Lituania    | 5.073 |                                          |
| 15   | Dominik Distelberger    | Austria     | 4.135 |                                          |
| –    | Andres Raja             | Estonia     |       | ritirato                                 |